# Eraldo Garello
Eraldo Garello (Ceva, 1953) è un poeta e saggista italiano.

## Biografia
Una volta conclusa la maturità classica, si laurea in Medicina e Chirurgia all'Università di Torino. Dopo le giovanili liriche d'esordio, ha inizio la sua carriera letteraria, con la trilogia di drammi in versi, composta da Attis e Agdistis (1989), Polemotrofia (1993) e Lo sguardo di Orione (1997). In questa trilogia l'autore propone una sua personalissima visione della “poesia filosofica” che, nella fattispecie, trae sostentamento dalla rivisitazione di alcuni miti attinti dalla mitologia greca e romana, che vengono contaminati con elementi tratti da problematiche esistenziali tipiche della modernità.
Le sue principali opere di saggistica riguardano tematiche affini ai suoi lavori poetici. Tra le sue opere, il volume Mitofanie (1987), sulla relazione tra mitologia classica e poesia filosofica, L'arco di Apollo (2000-2001), in cui si propone una visione poetologica della Metafisica, attraverso la rilettura di Friedrich Nietzsche e Martin Heidegger; La caverna di Ganimede (2008), sul pensiero dei principali autori romantici tedeschi di inizio Ottocento - come ad esempio Friedrich Hölderlin - sulla ricerca dell'Ursprache, ossia della lingua primigenia ed adamitica, anteriore alla confusione comunicativa rappresentata a livello simbolico dal racconto biblico della torre di Babele.
Di narrativa, ha pubblicato Nel regno della talpa. Il Tempo della Violenza (2017), un “noir filosofico” che si interroga sull'origine della violenza e della follia negli uomini e nella Storia in generale, nella seconda metà del Novecento in Europa.

## Opere
- Poesie. Roma: Gabrieli, 1976.
- Mitofanie: mito, linguaggio, realtà, sogno, utopia. Prefazione di Giuseppe Addamo e postfazione di Giorgio Barberi Squarotti. Milano: Todariana, 1987. Finalista prima edizione Premio Italo Calvino.
- Attis e Agdistis. Prefazione di Domenico Romano. Torino: Genesi, 1989.
- Polemotrofia: ovvero l'arte di nutrire la guerra, prefazione di Alida Cresti. Spinea: Edizioni del Leone, 1993. Vincitore Premio Tobino.
- Lo sguardo di Orione: Orione, i raggi del sole e l'elioeclissi, prefazione di Maria Grazia Lenisa, con note critiche di Elio Gioanola, Gesualdo Bufalino e Francesco Grisi. Foggia: Bastogi, 1997.
- L'arco di Apollo: analisi e critica del mito, introduzione di Riccardo De Benedetti. Lungro di Cosenza: Marco Editore, 2000.
- La caverna di Ganimede, introduzione di Stefano Zecchi. Lungro di Cosenza: Marco Editore, 2008.
- Nel regno della talpa. Il tempo della violenza. Borgomanero: Ladolfi Editore, 2017.